# St. Ursula (Saarbrücken)

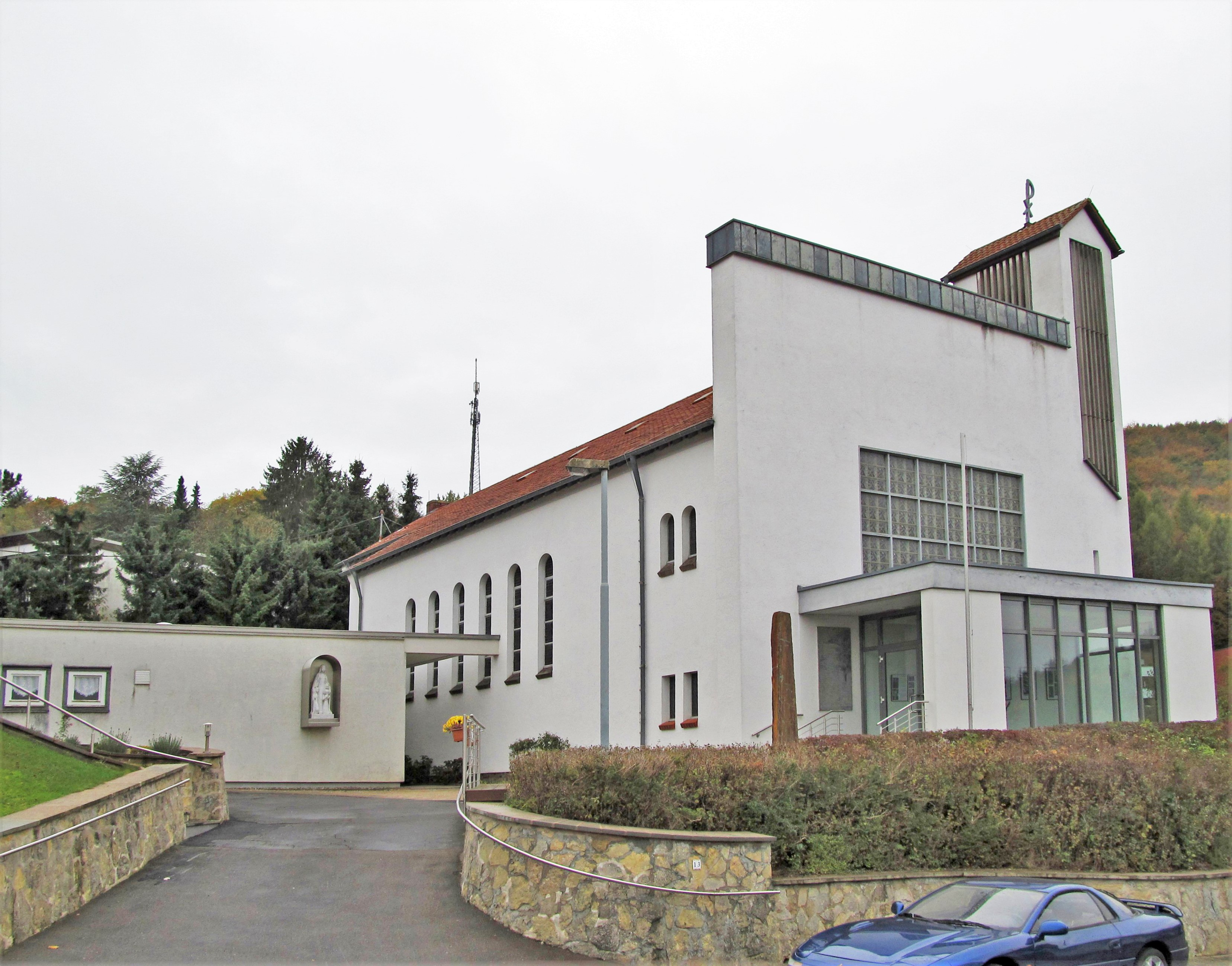
Blick auf St. Ursula

Die Kirche St. Ursula im Saarbrücker Ortsteil Scheidt ist ein katholischer Sakralbau.

## Geschichte
Die katholische Kirchengemeinde in Scheidt gehörte seit dem Mittelalter zum Stift Sankt Arnual, wurde 1923 eine Filiale der Pfarrei Rentrisch, erhielt 1950 ein Vikariat und wurde 1961 selbständige Pfarrei. Schon in den 1930er Jahren gab es allerdings den Wunsch nach einer eigenen Kirche. 1934 beauftragte man daher den Architekten Jacob Quirin mit dem Bau. Ein geplantes Pfarrzentrum mit Pfarrsaal und Pfarrhaus konnte aufgrund fehlender finanzieller Mittel nicht umgesetzt werden. Am 27. Oktober 1935 wurde die Kirche St. Ursula in Saarbrücken-Scheidt geweiht. Doch schon wenige Jahre später wurde der Bau im Zweiten Weltkrieg schwer beschädigt und musste nach Kriegsende wieder instand gesetzt werden.
Erste Umbauarbeiten fanden in den 1960er Jahren statt: Die alte Kanzel vor der Chorwand wurde abgerissen, der Hochaltar entfernt und in kleinerer Form auf einer dem Chor vorgelagerten Insel neu aufgestellt. Die zwölf stark farbigen Glasfenster der Seitenwände und die vier Sakristeifenster aus der Entstehungszeit wurden von der 1957/58 von der Firma Johann Muth in Blieskastel restauriert und 2003 erneut von der Firma Freese in Saarbrücken instand gesetzt.
1962 entstand ein anschließendes Pfarrheim und ein Pfarrhaus nach den Plänen des Sulzbacher Architekten Schick.
1984 wurde die Kirche im Inneren renoviert, die Heizungsanlage erneuert und die ehemals überdeckten Wandfresken wieder freigelegt. Die nächste Innenrenovierung fand zwanzig Jahre später statt. Dabei erhielt die Kirche ihr heutiges Aussehen: Der Anstrich in gebrochenem Weiß von 1984 wurde abgenommen, ein neuer Wandanstrich in einem sehr zarten Ockerton aufgetragen und die Decke in Graugrün gestrichen.

## Architektur

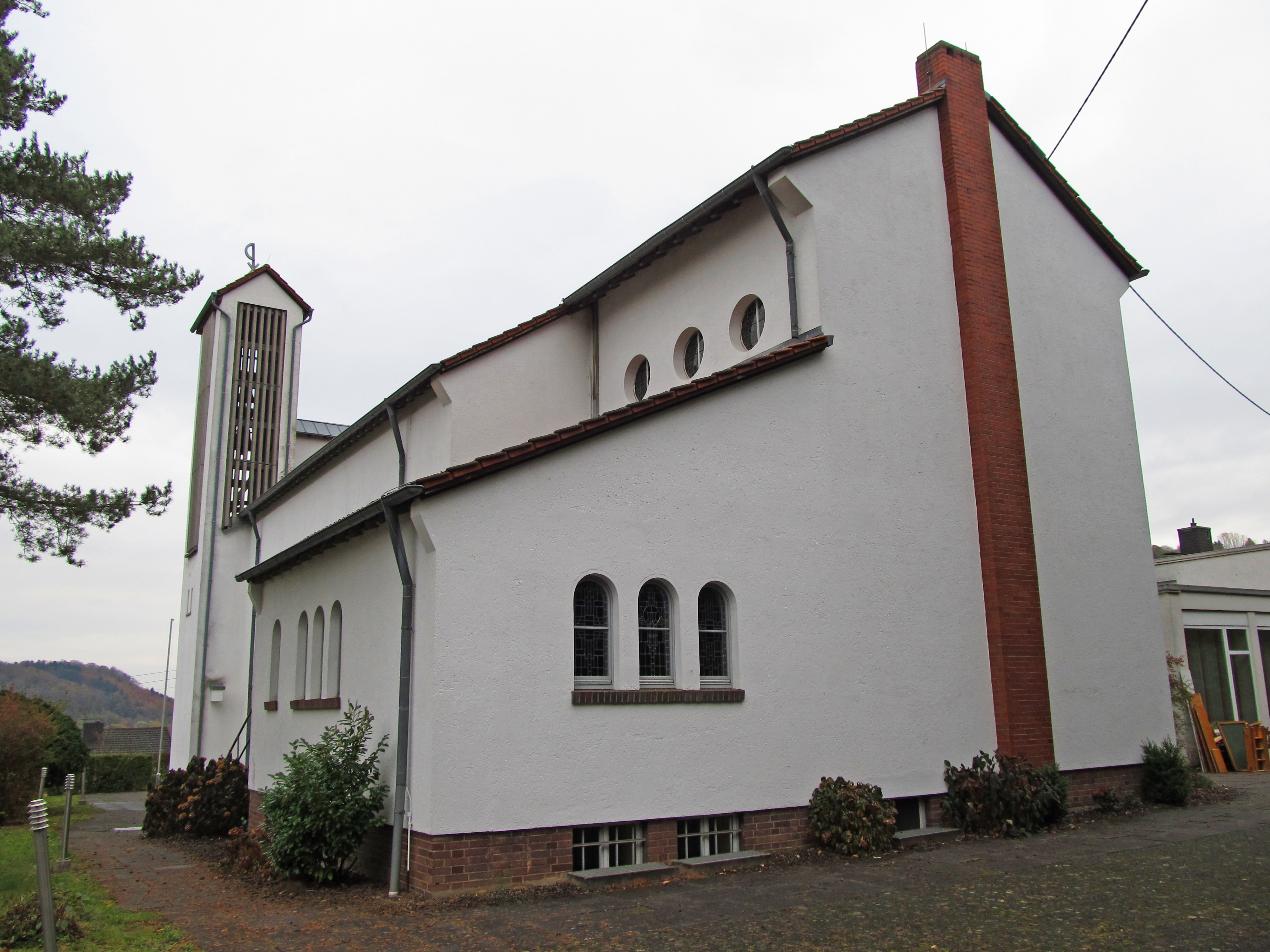
Rückansicht mit Sakristei

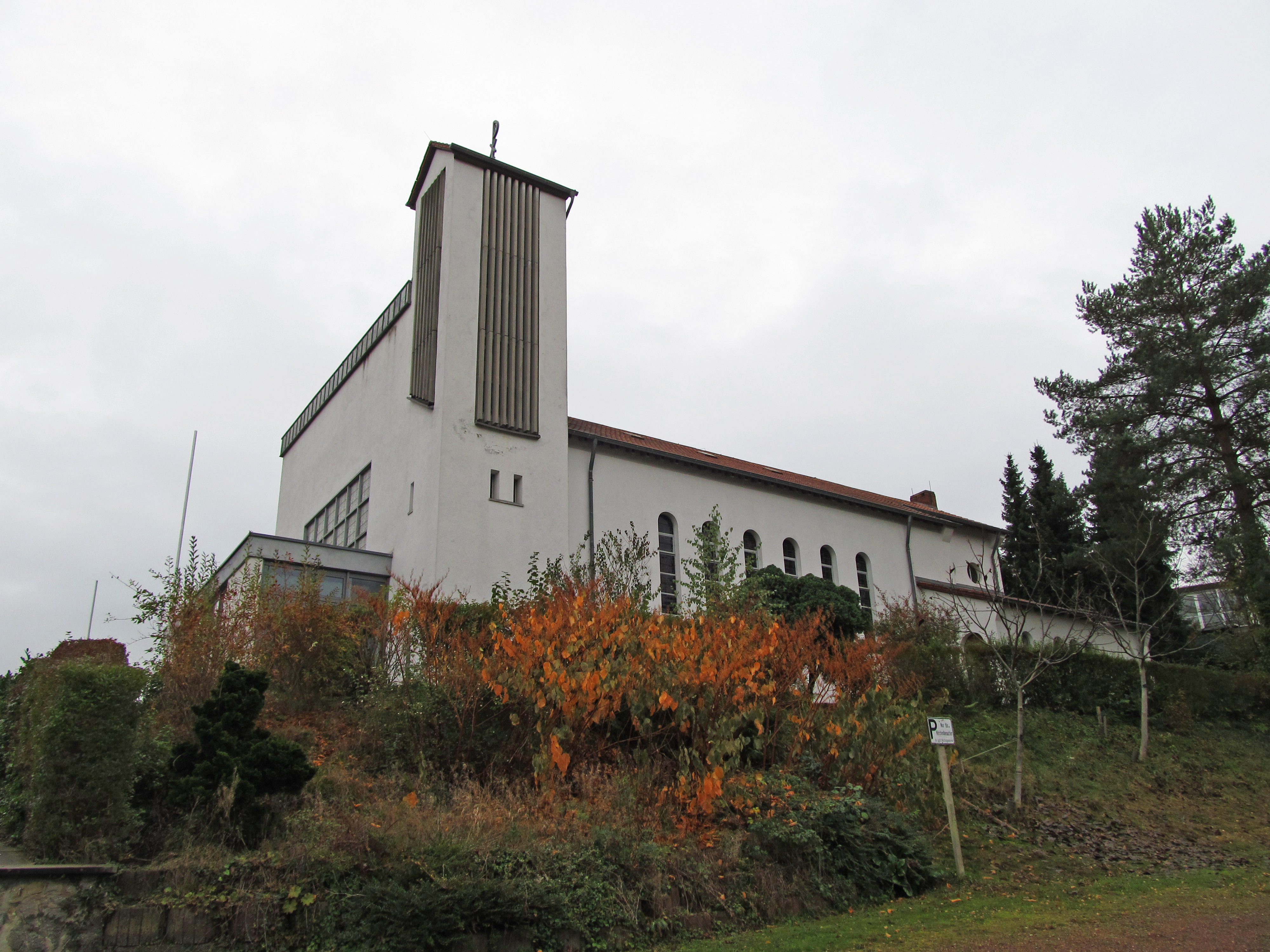
Seitenansicht mit dem Kirchturm

Die Kirche mit Satteldach steht in Nord-Süd-Richtung auf einem steilen Hang. Der kubische anmutende Bau mit einem rechteckigen Grundriss  von 15 × 20 m besitzt einen angehängten quadratischen Chor mit der Sakristei an der Westseite. Ein umlaufender Sockel aus dunkelroten Ziegeln und hochliegende Rundbogenfenster mit abgeschrägter Sohlbank beleben die schmucklose Außenfassade.
Das Eingangsportal wird von einer vorgestellten quadratischen Wandscheibe geprägt, die den schrägen Dachgiebel verdeckt. An der Nordseite ragt ein nahezu quadratischer, 15 m hoher Glockenturm mit Satteldach auf. Ursprünglich besaß das Portal eine Doppeltür mit einem darüber liegenden kleinen Fenster. 1965 wurde die Giebelwand allerdings stark verändert und erhielt einen Flachdach-Vorbau aus Glasbausteinen und darüber ein großes querrechteckiges Fenster aus Glasbausteinen. 2001 wurde der Vorbau durch eine Aluminium-Glas-Konstruktion ersetzt. Der Eingang erfolgt seitlich von Süden.
Die Decke ist von mächtigen Querbalken geprägt. Eine chorbreite, höhere Mittelzone durchläuft den gesamten Bau vom Eingangsbereich bis zur Chorrückwand, so dass der Eindruck von Seitenschiffen entsteht. Die hochliegenden Fenster in Eichenholzrahmen zeigen christliche Symbole in stark abstrahierender Form.

## Wandbilder
Auf Initiative des Malermeisters und Kirchenvorstandsmitgliedes Jakob Toussaint nahm die Kirchengemeinde Kontakt zu der Schule für Kunst und Handwerk in Saarbrücken auf und bat um Vorschläge für eine Bemalung der Kirchenwände. Im Sommer 1948 brachte Frans Masereel gemeinsam mit seinen Schülerinnen und Schülern Martha Traut, Marliese Scheller, Volkmar Groß, Otto Lackenmacher und Hans-Ernst Wenzel, zwei große Secco-Gemälde nach Entwürfen von Marliese Scheller auf die Chorseitenwände von St. Ursula. Sie stellen Menschen dar, die sich in betend-flehender Haltung vor dem Kreuz an der Altarrückwand verneigen. 1953/54 wurden die farbigen Fresken mit weißem Putz überdeckt. Als man die Kirche 1984 zum 50-jährigen Kirchenjubiläum renovieren wollte, erinnerte man sich an die Wandfresken und beauftragte die Restauratoren der Tholeyer Firma Mrziglod mit der Freilegung.
Gleichzeitig führte die Bildhauerklasse von Theo Siegle der Schule für Kunst und Handwerk einen Wettbewerb für ein lebensgroßes Kruzifix durch. Eine Jury aus dem Direktor und dem Lehrerkollegium der Kunstschule suchte drei Entwürfe aus und schlug sie der Kirchengemeinde und dem Bischof zur Auswahl vor, die sich für den Entwurf eines heute nicht mehr bekannten Künstlers entschieden. Das Kreuz mit dem lebensgroßen Korpus hing später viele Jahre an der Außenfassade der Kirche und wurde nach einer Restaurierung wieder in der Kirche aufgehängt.